# Ferruccio Busoni
Ferruccio (Dante Michelangelo Benvenuto) Busoni, italijanski pianist, skladatelj, dirigent in pedagog, * 1. april 1866, Empoli pri Firencah, † 27. julij 1924, Berlin.
Busoni je bil sin italijanskega virtuoza na klarinetu in nemške pianistke. Pri desetih letih je kot pianist, skladatelj in improvizator debitiral na koncertnem odru in veljal za čudežnega otroka.
Leta 1881 (pri 15. letih) se je vpisal na konservatorij Accademia Filarmonica v Bologni. Leta 1886 je odšel na študij v Leipzig, od leta 1888 pa je študiral klavir na konservatoriju v Helsinkih, nato v Moskvi (1890-1891) in Bostonu (1891-1894). Med 1. svetovno vojno je živel v izgnanstvu v Zürichu. Od leta 1920 do svoje smrti je poučeval mojstrske razrede kompozicije na berlinski akademiji Akademie der Künste. Do smrti je stanoval v predelu Berlin-Schöneberg (Viktoria-Luise-Platz 11), kjer danes tudi stoji spominska plošča.
Busoni je izdal kompletni klavirski zbirki del Johanna Sebastiana Bacha in Franza Liszta. V svoji knjigi Entwurf einer neuen Ästhetik der Tonkunst (1907) je opisal tedaj nove tonovske načine, tonske sisteme in prve možnosti elektronske produkcije zvoka. 
V spomin Ferruccia Busonija je poimenovano vsakoletno pianistično tekmovanje, ki poteka že od leta 1949 v Bolzanu (Italija). Ena najbolj znanih prvonagrajenk je pianistka Martha Argerich (nagrado je prejela leta 1957). Busonijeva nagrada je tudi nagrada s področja kompozicije, ki jo podeljuje Akademija umetnosti v Berlinu.

## Dela (izbor)
- Violinski koncert, D-dur op. 35a (UA: Berlin 1897)
- Koncert za klavir in orkester op. 39 (UA: Berlin 1904)
- Fantasia Contrappuntistica (komponirana na teme štiriglasne fuge iz Bachove Kunst der Fuge
- Berceuse élégiaque op. 42 (UA: New York 1911)
- Nocturne symphonique op. 43 (UA: Berlin 1914)
- Indijanska fantazija za klavir in orkester op. 44 (UA: Berlin 1914)
- Arlecchino oder Die Fenster, opera (UA: Zürich 1917)
- Dve kontrapunktični etudi po J. S. Bachu (UA: 1917)
- Concertino za klarinet in mali orkester op. 48 (UA: Zürich 1918)
- Divertimento za flavto in orkester op. 52 (UA: Berlin 1921)
- Doktor Faust, opera; dokončal jo je Philipp Jarnach (UA: Dresden 1925)

Tematsko in kronološko je seznam Busonijevih del uredil Jürgen Kindermann. Zbrana so v katalogu Kindermannverzeichnis oziroma Busoni-Verzeichnis.

## Znani učenci
Med njegove študente sodijo:
- Luc Balmer (1921/22)
- Giuseppe Becce
- Herbert Behrens-Hangeler
- Erwin Bodky
- Rudolph Ganz (1899)
- Walther Geiser
- Percy Aldridge Grainger
- Louis Gruenberg (1912-1919)
- Magda von Hattingberg
- Alfred Hoehn
- Philipp Jarnach
- Otto Luening
- Dimitri Mitropoulos
- Selim Palmgren (1899-1901)
- Egon Petri
- Heinz Roemhild
- Stancic, Svetislav (1918-1922)
- Eduard Steuermann (1911/1912)
- Theodor Szanto (1898-1901)
- Wladimir Rudolfowitsch Vogel (1918)
- Kurt Weill (1921-1924)
- Edward Weiss
- Stefan Wolpe (1920)
- Michael von Zadora
- Edgar Varèse